# 25422 Abigreene
25422 Abigreene (tên chỉ định: 1999 VL111) là một tiểu hành tinh vành đai chính. Nó được phát hiện bởi dự án Nghiên cứu tiểu hành tinh gần Trái Đất Lincoln ở Socorro, New Mexico, ngày 9 tháng 11 năm 1999. Nó được đặt theo tên Abigail Sara Greene, a finalist in Cuộc thi tìm kiếm Tài năng Khoa học trẻ Intel]] năm 2009.